# Mark van Huisseling

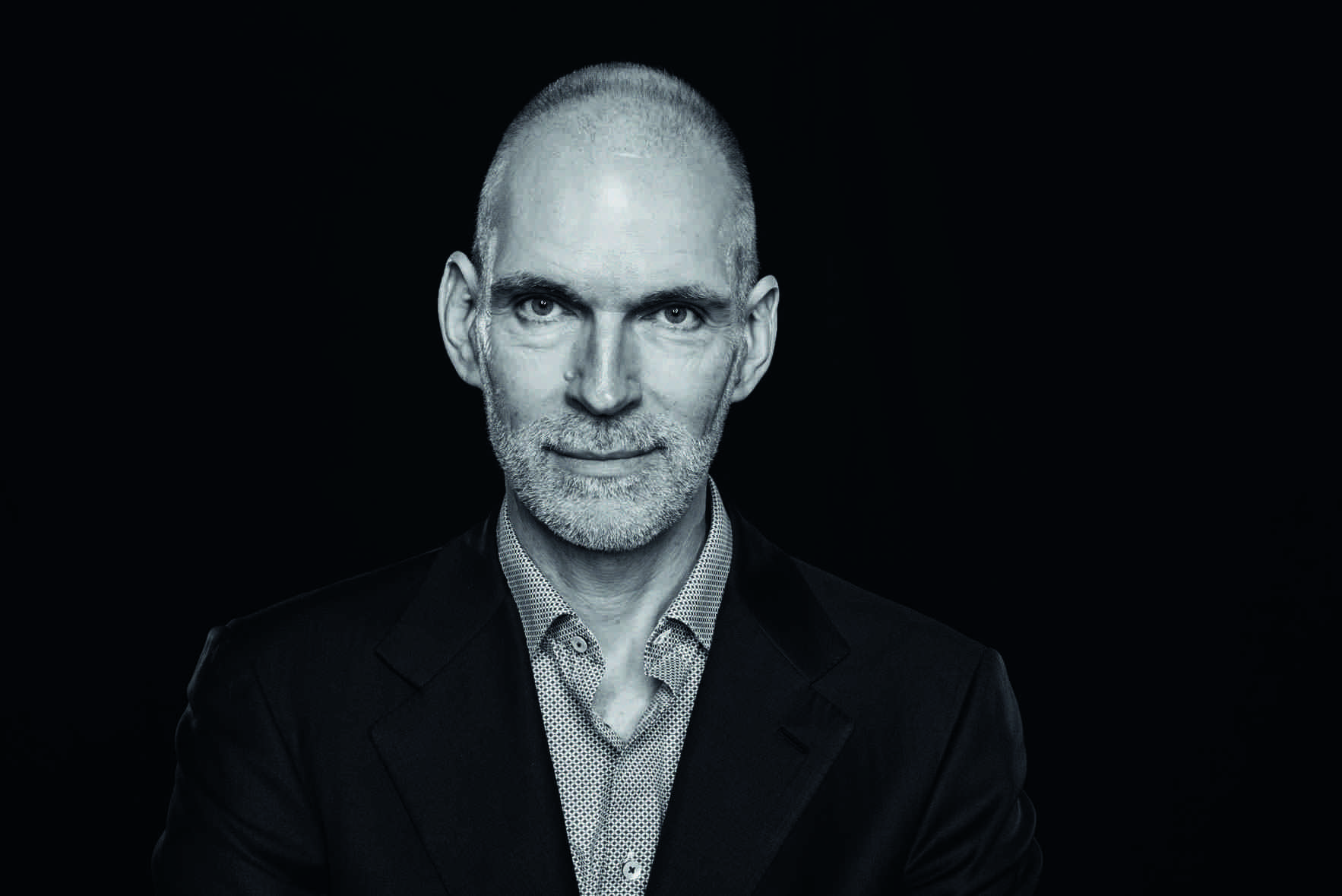
Mark van Huisseling (2015)

Mark van Huisseling (* 28. April 1965 in Bern) ist ein Schweizer Journalist, Redaktionsleiter, Zeitschriftenmacher und Buchautor.

## Leben
Van Huisseling wuchs in Bern auf. Nach einer Ausbildung zum kaufmännischen Angestellten und dem Abschluss einer höheren Wirtschaftsschule (HFW) wandte er sich dem Journalismus zu. Er schrieb für Blick und SonntagsBlick, wo er ein Volontariat absolvierte, später für K-Tip, Handelszeitung oder Bilanz. Danach arbeitete er als Wirtschaftsredaktor für die Weltwoche und ging für dieses Magazin als Korrespondent nach London, wo er ausserdem freier Mitarbeiter der Zeit, der Süddeutschen Zeitung oder beim Magazin Wallpaper war.
Von Mai 2002 bis Dezember 2016 war er Kolumnist des Wochenmagazins Die Weltwoche. Für seine dortige Kolumne «Kaufzwang», die er von 2002 bis Ende 2006 schrieb, traf van Huisseling Menschen, die einen gewissen Grad an Prominenz aufweisen, und berichtete über die Begegnung. Für seine Kolumne «MvH», die von 2007 bis Ende 2012 in der Weltwoche erschien, besuchte er Anlässe und berichtete darüber. Von 2013 bis Ende 2016 befragte er für «MvH trifft» bekannte, berühmte und/oder Menschen, die ihn interessierten. Er war und ist ausserdem immer wieder tätig für andere Medien, etwa das Magazin des Tages-Anzeigers oder FOCUS Magazin. Im Jahr 2010 hatte er eine eigene TV-Show auf ProSieben (Schweiz) mit Namen «MvH – The Place To Be».
Er verfasst gesponserte Beiträge (Native Advertising) in seiner Anlagetipps-Serie «Hit the Mark» für Medien der Tamedia.
Viermal jährlich bringt er als Redaktionsleiter WW Magazin, die Stil-Beilage der Weltwoche, heraus. Er ist Redaktionsleiter für Kundenmagazine verschiedener Firmen wie z. B. Schild oder von Betrieben der öffentlichen Hand, etwa Viacar.
Er ist verheiratet, hat einen Sohn und lebt in Zürich.

## Werke
- How to be a Star. Nagel & Kimche, Zürich 2008, ISBN 978-3-312-00370-9.
- Wie man berühmte Menschen trifft: 53 Gespräche mit Prominenten. Rogner & Bernhard, Berlin 2009, ISBN 978-3-8077-1050-1.
- Zürich. Hoffmann und Campe, Hamburg 2013, ISBN 978-3-455-50255-8.
- Mann, Baby, Mann. Wenn aus Männern Väter werden. Stämpfli-Verlag, 2020, ISBN 978-3-7272-6026-1.